# قیمت‌گذاری به‌همراه هزینه‌گذاری
قیمت‌گذاری به‌همراه هزینه‌گذاری، (به انگلیسی: Cost-plus pricing) روش تعیین قیمت یک محصول است، که با استفاده از هزینه‌های مستقیم، غیرمستقیم و هزینه‌های ثابت مربوط یا نامربوط به تولید و فروش محصول صورت می‌گیرد. این هزینه‌ها به هزینه‌های سرانه برای یک محصول تبدیل شده و سپس یک درصد از پیش تعیین شده به عنوان سود حاشیه‌ای به این محصولات اضافه می‌شود. قیمت به دست آمده قیمت سرانه بعلاوه درصد اضافه شده می‌باشد.
در دانش اقتصاد هزینه‌های پابرجا یا هزینه‌های ثابت هزینه‌های تجاری شرکت تولیدی هستند که وابسته به میزان تولیدات کالا و خدمات آن شرکت نمی‌باشند. هزینهٔ پابرجا در اصل وابسته به زمان هستند نمونه‌هایی از این هزینه‌ها شامل حقوق کارمندان شرکت، اجارهٔ پرداختی توسط شرکت و غیره می‌باشند. البته هزینهٔ پابرجا خارج از یک محدوده زمانی در اکثر موارد دیگر ثابت نیستند و در اثر مواردی چون تورم، جنگ، بلایای طبیعی، تغییر در میزان اجاره‌ها و غیره به فراوانی تغییر می‌کنند. بر خلاف هزینهٔ پابرجا، هزینه‌های متغیر یا ناثابت قرار دارند که بر اساس میزان کالا یا خدمات تولید شده اندازه‌گیری می‌شوند. هزینه نهایی به میزان تغییرات هزینهٔ کل بر اثر افزایش تولید به اندازهٔ یک واحد گفته می‌شود. 